# Проспер Реджийский
Проспе́р (итал. San Prospero; умер 25 июня 466 года) — епископ Реджо-Эмилии; святой (дни памяти — 25 июня, 24 ноября).

## Биография
О святом Проспере известно очень мало, но имеются документы, подтверждающие его епископское служение в V веке. Вспоминают добродетели этого святого, считающегося святым покровителем города Реджо-нель-Эмилия. В честь святого назван собор, который он сам построил в честь св. Аполлинария Равеннского. Святой скончался в Реджо-нель-Эмилии.

## Почитание

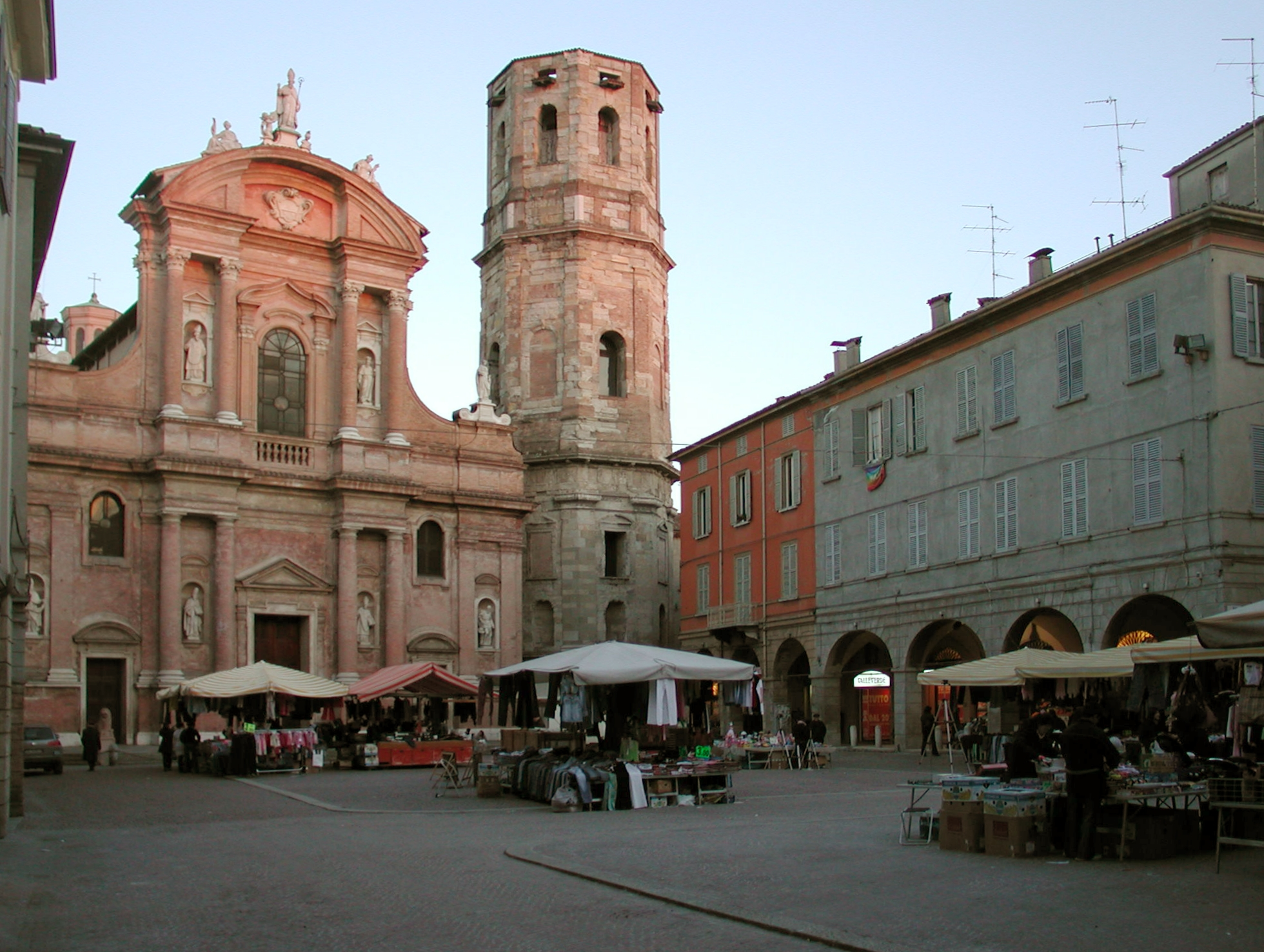
Площадь San Prospero, Реджо-нель-Эмилия, с собором, освящённом в честь святого.

Почитание святого Проспера Реджийского было распространено с XI по XIV век. Он почитаем в Парме, Болонье, Лукке и других городах региона Реджо. Примерно 31 храм был освящён в честь святого в Средние века. Однако на Тридентском соборе почитание святого было ограничено регионом Реджо.
Известно единственное изображение святого работы Джованни Сончини.
Мощи святого в 703 году были перенесены в новый храм, освящённый в честь святого Фомы, следующего епископа Реджо. Они почитают вместе с мощами святых Венерия и Космы и Дамиана.